# Forgés
Faurges (occità) o Forgès (francès) és un municipi francès al departament de la Corresa (regió de Nova Aquitània).

## Demografia
| 1962                                       | 1968 | 1975 | 1982 | 1990 | 1999 | 2007 |
| ------------------------------------------ | ---- | ---- | ---- | ---- | ---- | ---- |
| 403                                        | 461  | 375  | 356  | 344  | 319  | 316  |
| Des de 1962: població sense dobles comptes |      |      |      |      |      |      |

## Administració
| Període   | Identitat           | Partit   |
| --------- | ------------------- | -------- |
| 2001-2008 | Fernand Crumeyrolle |          |
| 2008-     | Christiane Cure     | app. PCF |